# Tumpuna Road (Arima)
Tumpuna Road es una localidad de Trinidad y Tobago, que forma parte del borough de Arima.

## Geografía
La localidad abarca parte de la isla Trinidad y limita al norte con Arima, al sur con La Horquetta (Tunapuna-Piarco), al este con Pinto Road, Santa Rosa Heights y Wallerfield (todas ellas de la región de Tunapuna-Piarco) y al oeste con Malabar.

## Demografía
Datos demográficos de la localidad de Tumpuna Road:
| Gráfica de evolución demográfica de Tumpuna Road entre 2000 y 2011 |
|                                                                    |